# BE-A
O BE A, acrônimo de Beacon Explorer (não confundir com o satélite de mesmo nome que foi lançado por meio de um foguete Scout X4), também conhecido como Explorer (20)  e S 66, foi um satélite artificial da NASA lançado em 19 de março de 1964 por meio de um foguete Delta B, mas o mesmo não conseguiu atingir a órbita devido a uma falha do veículo lançador.